# Piscina delle Rose
La piscina delle Rose è un impianto per sport acquatici che si trova a Roma nel quartiere dell'EUR; progettata nel 1958 e ultimata nel 1960 in occasione dei giochi olimpici, fu destinata a sede degli allenamenti degli atleti del nuoto e a ospitare alcuni incontri delle fasi eliminatorie del torneo olimpico di pallanuoto.
Ristrutturata nel 2007, ospita oggi anche una palestra ed è utilizzata anche come centro di ricevimenti e ristorante.

## Storia

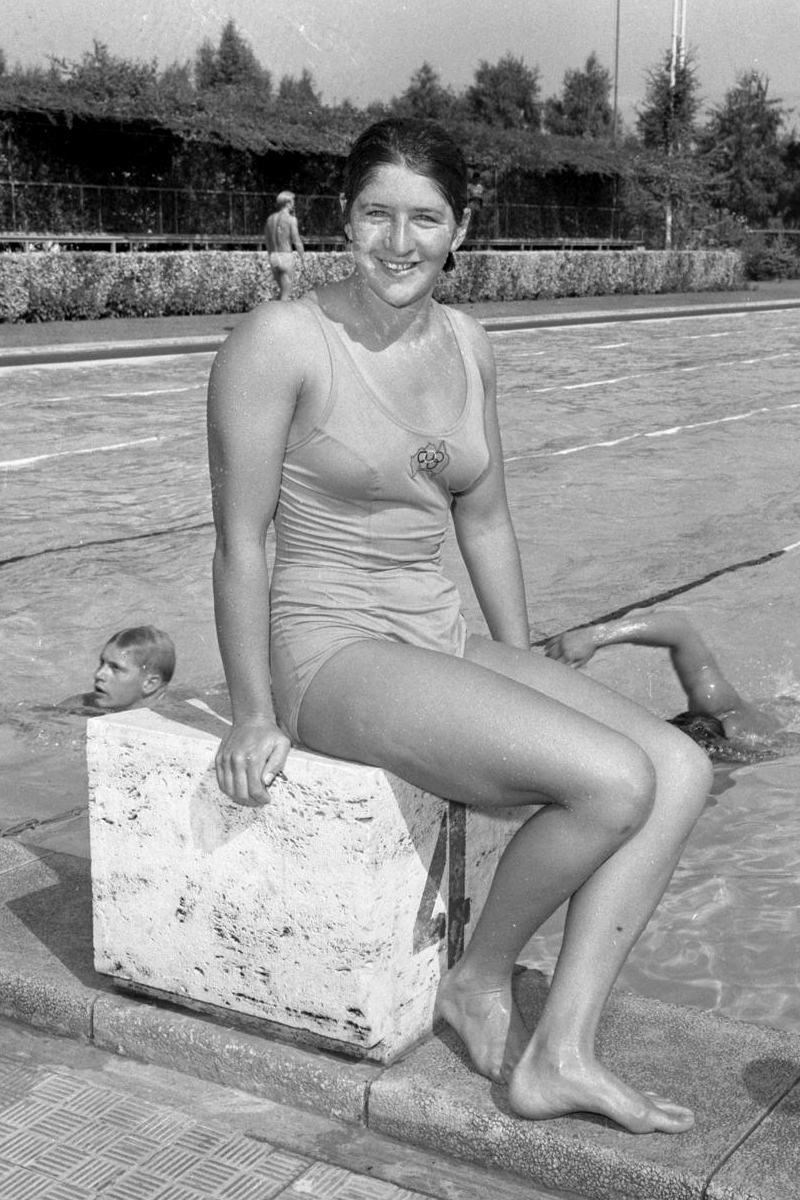
La nuotatrice australiana Dawn Fraser alla piscina delle Rose durante gli allenamenti olimpici

La piscina delle Rose fu ideata nell'intento di fornire, nel settore sud di Roma, una struttura acquatica di rinforzo a quella già esistente nella zona nord, al Foro Italico; già l'EUR era stata destinata a ospitare il Palazzo dello Sport, il Velodromo Olimpico e il complesso sportivo delle Tre Fontane, e fu quindi naturale prevedere in tale settore una struttura per il nuoto, la cui collocazione definitiva fu individuata nelle immediate vicinanze del laghetto artificiale che sorge al centro del moderno quartiere romano.
L'ottica nella quale la piscina delle Rose fu ideata era quella di fornire, anche a Giochi ultimati, un impianto fruibile dalla cittadinanza e adattabile anche a future esigenze agonistiche.
Progettato dall'architetto Sergio Buonamico e dagli ingegneri Guido Gigli e Giorgio Biuso (quest'ultimo all'epoca direttore dei servizi di architettura e urbanistica dell'Ente EUR), il quale ne curò anche la fase realizzativa, l'impianto, costruito in cemento armato, consiste di una vasca regolamentare di 50 metri di lunghezza per 25 di larghezza, con una tribuna fissa di 2 000 posti cui ne fu aggiunta una, per la durata dei Giochi, di ulteriori 1 850 posti.
Furono previsti quattro torri d'illuminazione per gli incontri notturni, e l'impianto fu dotato anche di un moderno sistema di depurazione dell'acqua.
L'ingresso del complesso è all'estremità nord-occidentale di viale America, e la piscina si trova a circa 8 metri più in basso del piano di tale strada; adiacente a essa fu realizzato un solarium decorato con composizioni floreali tra cui quelle di rose, dalle quali derivò il nome dell'impianto.
Il costo totale dell'impianto fu di circa 90 milioni di lire dell'epoca; durante i Giochi la piscina ospitò le gare dei gironi di qualificazione del torneo olimpico di pallanuoto.
Nel 2007 l'impianto andò incontro a lavori di ammodernamento e nell'occasione furono realizzati una piscina coperta e un ristorante; la struttura, di proprietà dell'ex Ente EUR (oggi EUR SpA) e affidata in gestione a un consorzio privato, ospita anche un club di canottaggio e di canoa, le cui attività si tengono nel limitrofo laghetto artificiale.